# Вайербуш
Вайербуш (нем. Weyerbusch) — община в Германии, районный центр, расположен в земле Рейнланд-Пфальц. 
Входит в состав района Альтенкирхен-Вестервальд. Подчиняется управлению Альтенкирхен.  Население составляет 1391 человек (на 31 декабря 2010 года). Занимает площадь 4,22 км².